# حمام شامي (بغداد)
حمّام شامي أو الشامي وهو من أقدم حمامات بغداد العامة ، ويقع في جانب الكرخ في علاوي الشيخ صندل في الطريق المؤدي إلى الفحامة من ناحية محلة الفلاحات، وهو قديم جداً أنشئ في القرن السادس عشر، وكان يطلق عليه أحياناً اسم (حمام الشامي) كما أشارت إلى هذا الأسم الوقفية الخاصة بموقوفات (جامع الصياغ) المؤرخة سنة (1212ه‍/1797م) وذكرت ان من تلك الموقوفات لجامع الصياغ حمام الشامي في جانب الكرخ. ان حمام شامي يعتبر من أقدم حمّامات الكرخ وأوسعها، إن لم يكن أقدم حمامات بغداد وأوسعها . كان أصله - وحمام النساء - لصقه بستاناً، وعمقه الذي ينخفض عن مستوى الأرض بمقدار خمسة أو ستة أمتار يعكس لنا عتقه وهذا ما جعل بعضهم يتحمس ويدّعي ان الإمام موسى الكاظم قد إغتسل فيه ذات يوم، على ان من الثابت ان عمره يتجاوز (400) عام . وان تسميته بحمام الشامي ربما له علاقة بالباشوات القادمين من الشام وهذا يعكس لنا عتقه، وقيل ان إسمه جاء عندما قام أحد زبائنه وكان مغتسلاً كريماً بدفع (شامي) وهو نقد قديم كان يساوي عدة قروش أي انه دفع أضعافاً مضاعفة للأجرة المقررة للحمام. وقد حاولت جاهدة دائرة الآثار وقف تهديمه حين إستملاك وفتح شارع حيفا لكونه أثراً تراثياً. ولكن جهودها باءت بالفشل فهدم وادخل ضمن استقامة الشارع.